# Ermita de Nuestra Señora de las Fuentes
La ermita de Nuestra Señora de las Fuentes, se ubica en un altozano de las afueras de Amusco, población de la comarca Tierra de Campos, ubicada en el levante de la provincia de Palencia.

## Descripción

### Exterior
El templo, de la segunda mitad del siglo XIII, constituye un buen ejemplo de transición del románico al gótico. 
Mantiene las líneas generales del románico con ábside semicircular y columnas de capiteles y canecillos decorados con motivos animales y vegetales, mientras las portadas con arcos apuntados y los pináculo de las fachadas, adelantan un estilo gótico.
Fachada norte

Dispone de grandes contrafuertes, llamando la atención los de forma triangular de las capillas laterales (6). 
Fachada sur

El Crucero (3), destaca del resto del templo por su altura y los pináculos de los contrafuertes que le enmarcan y aportan esbeltez. 

En el segundo tramo, conserva una portada gótica.

La 'cubierta' de la nave se apoya sobre una cornisa con canecillos.
Pórtico sur

Situado entre los contrafuertes del segundo tramo del templo, el Pórtico Sur (7), gótico, abocinado de cinco arquivoltas de arco de medio punto apuntadas decoradas con bocel, apoyado sobre imposta, jambas y columnas con capiteles con decoración vegetal, está protegido por un tejaroz con siete canecillos. 

El conjunto sobresale ligeramente de la fachada.
Fachada este, Ábside (5)

Es del tipo de cabecera de tres ábsides.
 
El central es de planta poligonal, dividido en tres lienzos por dos semicolumnas rematadas por capiteles que alcanzan la cornisa, con un ventanal de medio punto en cada paño, el vano central más elevado, formado por dos arquivoltas con columnillas y capiteles, está rematado por un guardapolvos decorado con puntas de diamante. 

Los ábsides laterales son del tipo de cabecera plana y planta cuadrada, con vanos de medio punto y una arquivolta.
La 'cubierta' es de dos aguas en el tramo recto; el conjunto, se apoya en una cornisa con canecillos decorados.
Está dividido horizontalmente por una imposta decorada con ajedrezado jaqués. 
Fachada oeste

Muestra una portada gótica, sobre ella un vano en parteluz aspillado y abocinado con gran derrame exterior y espadaña a dos aguas de un vano.
Pórtico oeste

La Portada Oeste (1), abocinada, de cinco arquivoltas de arco apuntado con bocel, apoyadas sobre imposta y jambas, está ligeramente retrasada respecto a la fachada y protegida por un tejaroz con seis canecillos decorados con cabezas humanas.

### Planta
Leyenda de la imagen

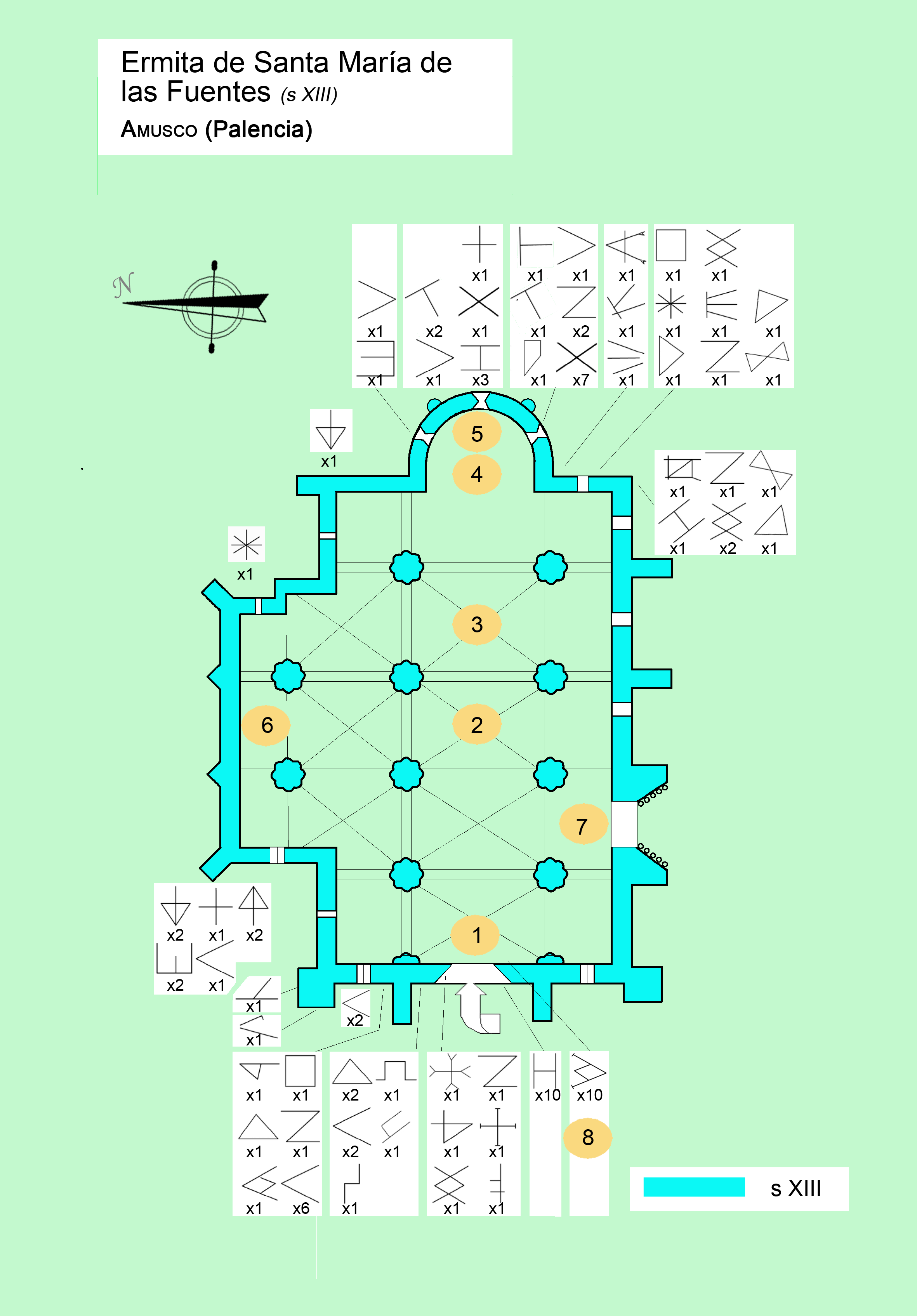
Aprox. a la planta de la Ermita de Nª Sra. de las Fuentes.
Marcas de cantería.

1. Pórtico Oeste; entrada al templo.
2. Nave central.
3. Crucero.
4. Presbiterio.
5. Altar Mayor y Ábside.
6. Capillas laterales. s. XIV.
7. Pórtico Sur.
8. Marcas cantería.

El templo presenta la orientación litúrgica habitual.

De estilo románico de transición de finales del s. XIII, su planta es rectangular de tres naves con grandes pilares cruciformes con semicolumnas adosadas y robustos contrafuertes exteriores, rematada por crucero y cabecera triple: el ábside central semicircular con presbiterio de tramo recto y dos ábsides laterales de cabecera plana.
La Nave (2) consta de tres tramos con arcos fajones y bóveda de cañón apuntado en la nave central y plana en las laterales soportada por grandes contrafuertes. Está rematada por un Presbiterio (4) de tramo recto y Ábside (5) semicircular con dos semicolumnas en el exterior y ventanas aspilladas en cada tramo y dos laterales de planta rectangular.

La cubierta del ábside se apoya en una cornisa con canecillos decorados.

Fue realizada con sillería de buena calidad y talla regular, asentada en hiladas bien aparejadas.

### Interior
La entrada al templo se efectúa por el Pórtico Oeste (1).
Presbiterio (4)

El templo presenta un amplio presbiterio con cubierta a dos aguas en el tramo recto, bóveda de horno en la capilla central y de crucería en las laterales.
Nave

Su Nave (2) de tres tramos separados por pilares en forma de cruz con semicolumnas adosadas, está reforzada por grandes contrafuertes exteriores.

La cubierta de la nave central, de bóveda de crucería se soporta en arcos fajones apuntados apoyados en los pilares. La de las naves laterales, con arcos formeros apuntados, en las pilastras y en las semicolumnas adosadas a los pilares.

Los capiteles de las columnas presentan decoración geométrica y vegetal.

En el s. XIV, se añadieron tres capillas laterales (6) en el muro norte. 
Iluminación

La iluminación se resuelve:

- En el ábside central, con un ventanal en cada paño.
- En los ábsides laterales, con vanos de medio punto.
- En el crucero, mediante una ventana aspillada en la fachada sur y un vano con parteluz en ambas fachadas.
- En la nave, con un vano aspillado en el primer tramo de la fachada sur y otro en el tercer tramo de la fachada norte.
- En las capillas de la fachada norte, mediante dos vanos, uno en cada flanco de los lados este y oeste.
- En el hastial oeste, con dos vanos aspillados y abocinados al exterior en las zonas norte y sur y un vano con parteluz sobre la portada.

### Modificaciones
- Siglo XIV, añadidas las tres capillas (6) góticas de la fachada norte.
- El templo ha sido restaurado recientemente (siglo XX).

### Marcas de cantería
Se han identificado un total de 99 marcas de cantería de 52 tipos diferentes que se distribuyen de la siguiente forma, ver Planta (8):

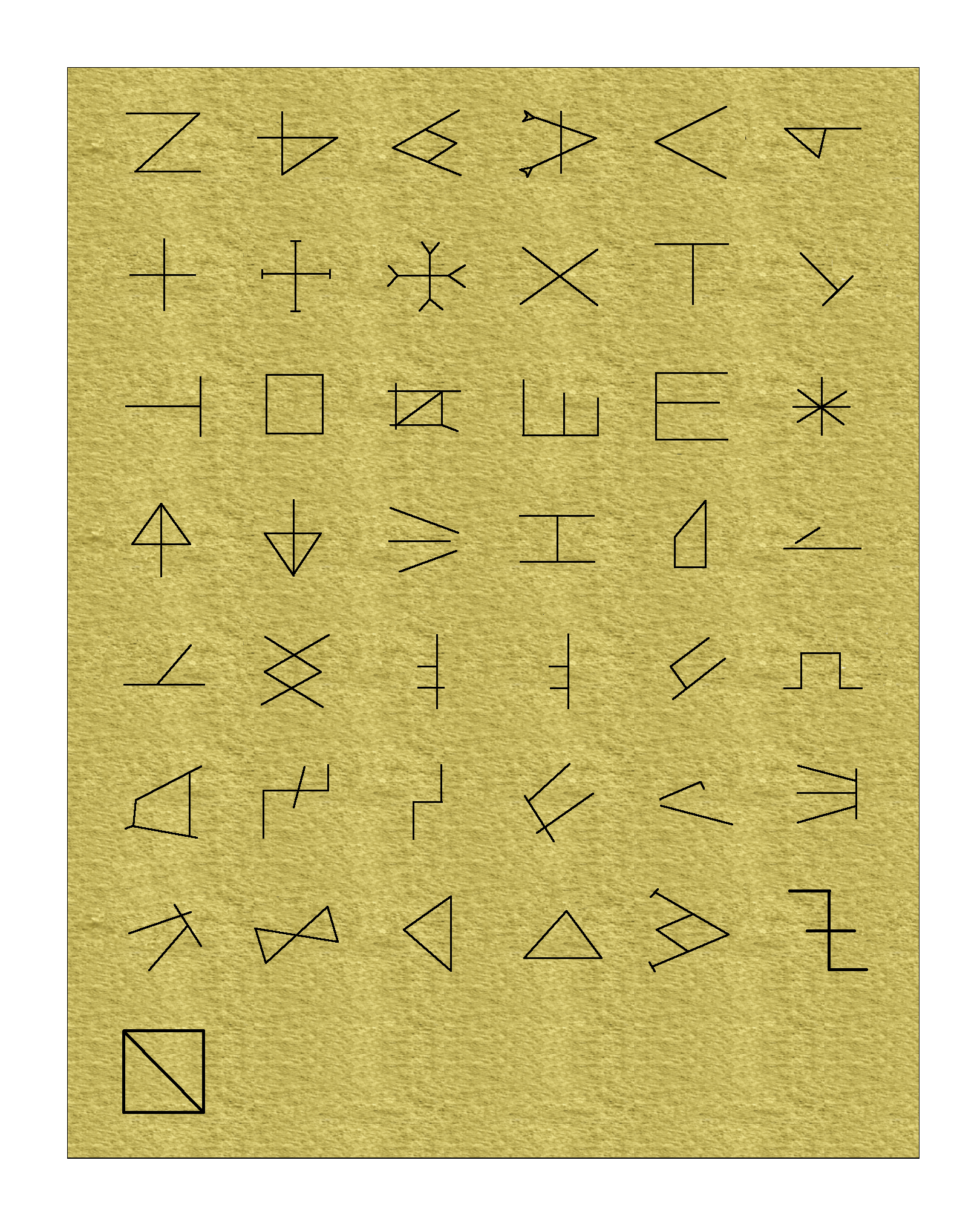
Catálogo de Marcas de Cantería.

| Zona                  | Marcas | Tipos |
| --------------------- | ------ | ----- |
| Ábside                | 35     | 21    |
| Fachada Sur           | 7      | 6     |
| Fachada Oeste         | 18     | 9     |
| Pórtico Oeste         | 26     | 8     |
| Fachada Norte         |        |       |
| Crucero               | 1      | 1     |
| Tramo 3               | 8      | 4     |
| Contrafuerte Noroeste | 4      | 3     |